# Рушковець
Рушковець (пол. Ruszkowiec) — село в Польщі, у гміні Садове Опатовського повіту Свентокшиського воєводства.
Населення — 196 осіб (2011).
У 1975-1998 роках село належало до Тарнобжезького воєводства.

## Демографія
Демографічна структура на день 31 березня 2011 року:
|          | Загалом | Допрацездатний вік | Працездатний вік | Постпрацездатний вік |
| -------- | ------- | ------------------ | ---------------- | -------------------- |
| Чоловіки | 92      | 8                  | 69               | 15                   |
| Жінки    | 104     | 13                 | 59               | 32                   |
| Разом    | 196     | 21                 | 128              | 47                   |